# Mnogie kostniakochrzęstniaki

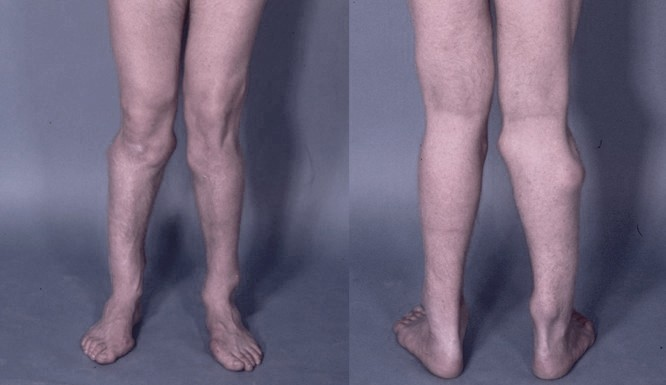
26-letni pacjent u którego widoczne są mnogie kostniakochrzęstniaki kończyn dolnych

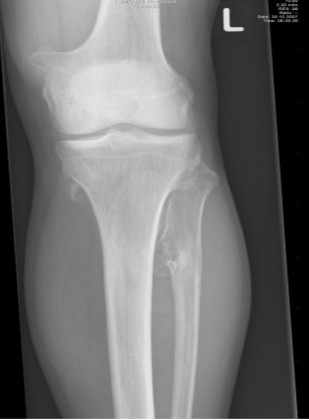
Kostniakochrzęstniaki okolicy stawu kolanowego widoczne na radiogramie

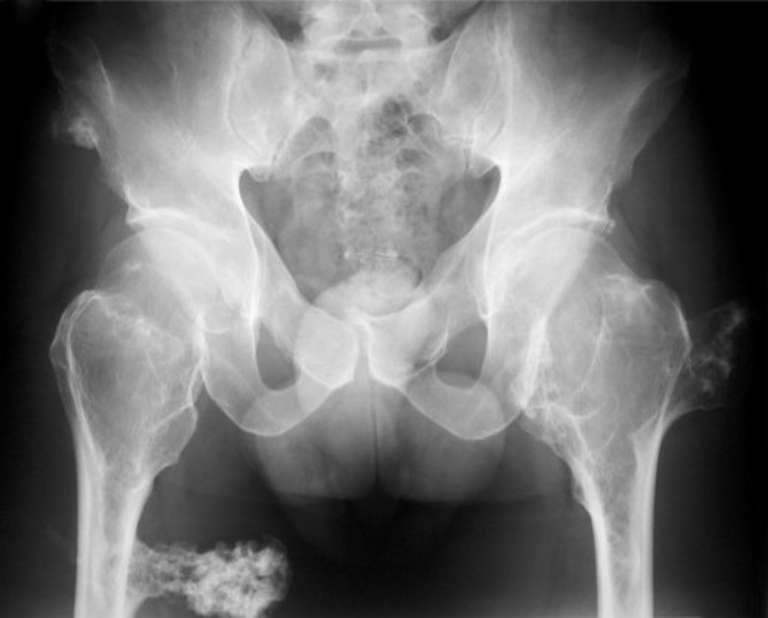
Kostniakochrzęstniaki miednicy

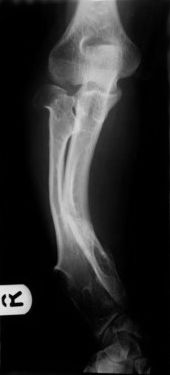
Deformacja kości przedramienia (skrócenie kości łokciowej i łukowate wygięcie kości promieniowej), występujące u 39–60% pacjentów z mnogimi kostniakochrzęstniakami

Mnogie kostniakochrzęstniaki (ang. multiple osteochondromas, hereditary multiple exostoses, HME, multiple hereditary exostoses, MHE, EXT, diaphyseal aclasis (multiple hereditary) osteochondromatosis, multiple cartilaginous exostoses) – uwarunkowana genetycznie choroba polegająca na wrodzonej predyspozycji do kostniakochrzęstniaków kości długich.

## Epidemiologia
Częstość choroby szacuje się na 1:50 000, nieco częstsza jest u mężczyzn (stosunek mężczyzn do kobiet wynosi 1,5:1). Dodatni wywiad rodzinny stwierdzano u 62% pacjentów.

## Objawy i przebieg
Osteochondromata pojawiają się i powiększają w pierwszej dekadzie życia, ich wzrost ulega zahamowaniu wraz z okresem dojrzewania. Zmiany są uszypułowane lub nie i bardzo zmiennej wielkości. Przeciętna liczba kostniakochrzęstniaków wynosi 15–18; może być ich mniej lub więcej, w zależności od rodziny i od pacjenta. Większość jest bezobjawowa. Kości, z których wychodzą zmiany, to kości długie, przede wszystkim kość udowa i kości podudzia. Kości twarzoczaszki nie są miejscem gdzie osteochondromata mogą się lokalizować. Objawy to ból i deformacje stawów, zwłaszcza w przypadku zmian zlokalizowanych w okolicy łokcia. Najistotniejszym powikłaniem jest złośliwienie zmian w kierunku chrzęstniakomięsaka, mające miejsce w 0,5–5% przypadków.

## Etiologia
Dziedziczenie choroby jest autosomalnie dominujące. Choroba jest heterogenna genetycznie. Około 90% pacjentów ma mutacje germinalne w genach supresorowych EXT1 albo EXT2. Geny te kodują glikozylotransferazy, katalizujące reakcję polimeryzacji siarczanu heparanu.

## Rozpoznanie
Rozpoznanie opiera się na badaniu klinicznym i radiologicznym oraz, o ile to możliwe, na histopatologicznej ocenie wycinka guza. Jeśli znane jest miejsce mutacji, technicznie możliwe jest zdiagnozowanie prenatalne choroby,

## Różnicowanie
Diagnostyka różnicowa obejmuje metachondromatosis, dysplasia epiphysealis hemimelica i chorobę Olliera.

## Leczenie
Leczenie polega na usunięciu chirurgicznym zmian, o ile te są objawowe. W przypadku zezłośliwienia zmiany leczeniem z wyboru jest resekcja zmiany en-bloc wraz z pseudotorebką guza i marginesem zdrowej tkanki, najlepiej w ośrodku mającym doświadczenie w leczeniu pacjentów z tym typem nowotworu.